# Balástya

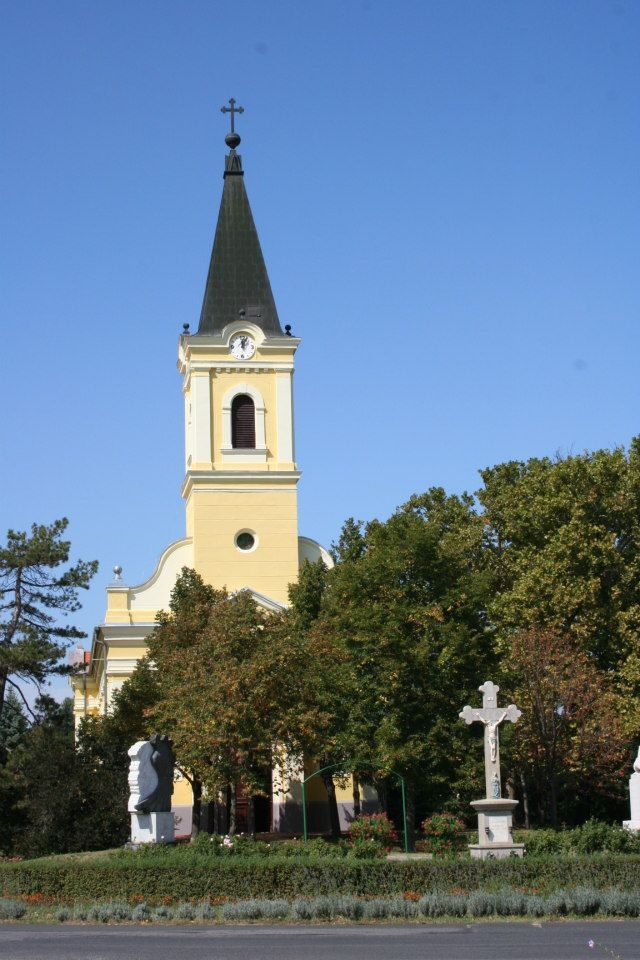
Kyrkan i Balástya.

Balástya är en mindre stad i provinsen Csongrád-Csanád i Ungern. År 2019 hade Balástya totalt 3 337 invånare.